# 末近宗次
末近 宗次（せちか むねつぐ）は、安土桃山時代から江戸時代にかけての武将。小早川隆景、毛利氏の家臣で長州藩士。父は末近光久。苗字の読みは「すえちか」とも。知行は200石。

## 生涯
小早川隆景家臣の末近光久の子として生まれる。
天正10年（1582年）の備中高松城の戦いで、清水宗治、清水月清入道、難波宗忠と共に祖父・信賀が切腹し、父の光久が末近氏の家督を相続したが、光久もその後早くに死去したようで、宗次の兄・吉通（宮寿丸）と宗次（弟法子）に年不詳4月10日付で送った書状では、信賀が備中高松城で切腹したため、せめて子の光久には褒美を与えようと内心考えていた所、光久が死去してしまい無念であると述べられている。光久の後を兄・吉通が継いだが、兄も早世したため、宗次が後を継いで隆景に仕えた。
慶長2年（1597年）に隆景が死去すると、宗次は毛利輝元と秀就に仕えて200石を与えられ、慶長5年（1600年）7月7日に「四郎右衛門尉」、慶長20年（1615年）1月11日に「七郎右衛門尉」の官途名を輝元から与えられた。
寛永2年（1625年）10月に死去。子の就久が後を継ぎ、寛永6年（1629年）閏2月15日に秀就から宗次の知行200石の相続を認められた。